# Christian Nummedal
Christian Nummedal (født 3. november 1995) er en norsk freestyleskier. Han har tidligere konkurreret i både Slopestyle og Big Air.
Nummedal har deltaget ved Vinter-OL i 2018 og 2022.
Ved Freeski-verdensmesterskaberne i 2023 vandt Christian Nummedal sølv i disciplinen Slopestyle.